# Oscar Guerrero
Oscar Darío Guerrero Alvarado (Bogotà, 1º marzo 1985) è un ex calciatore colombiano, di ruolo attaccante.

## Carriera
Ha giocato nella massima serie colombiana, in quella israeliana, in quella maltese, in quella salvadoregna e in quella cipriota. Inoltre, ha giocato 3 partite nella fase a gironi della CONCACAF Champions League.